# Fuga in Egitto (Reni)
La Fuga in Egitto è un dipinto olio su tela (157×131 cm) di Guido Reni databile al 1622 circa e conservato nella chiesa dei Girolamini a Napoli.

## Storia e descrizione
La tela risale al secondo soggiorno napoletano di Guido Reni, segnalato in città nel 1621 per valutare la possibile commessa della decorazione della cappella del Tesoro di san Gennaro, che poi rifiutò di compiere.
Le vicende che legano la tela al complesso dei Girolamini di Napoli non sono del tutto note, pertanto si ritiene possano essere le medesime che hanno interessato altre due tele del pittore bolognese, confluite sempre nelle raccolte dei padri oratoriani: la commessa avvenne quindi da parte di Giovan Domenico Lercaro, facoltoso sarto e commerciante di tessuti pugliese (originario di Monopoli) attivo a Napoli. Successivamente la tela fece parte di una donazione di cinquantasette opere (in cui erano anche le altre due del Reni, l'Incontro tra Gesù e san Giovanni Battista e il San Francesco in estasi) che tra il 1622 e il 1623 il Lercaro lasciò al complesso religioso.
Per volontà del Lercaro la raccolta di opere donate ai padri oratoriani doveva essere esposta nella sacrestia e nel coro; l'Incontro tra Gesù e san Giovanni Battista ebbe il privilegio di essere collocato sulla parete frontale, sopra l'altare maggiore dell'oratorio, utilizzato per devozione privata dei padri filippini, la tela del San Francesco in estasi invece fu collocata su una cappella della navata sinistra della chiesa, utilizzata per devozione popolare, mentre la tela della Fuga in Egitto fu esposta nel coro della chiesa.
Della tela esistono diverse versioni già storicamente note: una composizione coeva compiuta dallo stesso Guido Reni, all'epoca nella collezione Colonna a Roma oggi in una privata inglese, è menzionata dal biografo Carlo Cesare Malvasia, il quale nella descrizione dell'opera fa riferimento a un particolare che non è presente nella versione napoletana del dipinto, ossia la presenza di un putto in basso a destra la scena che, girato verso Maria, le porge un fiore; un'altra versione identica a quella di Napoli, ma ritenuta di minor qualità, è nei Musei reali di Bruxelles.